# Williams FW29
La Williams FW29 è stata una monoposto di Formula 1 della stagione 2007 guidata da Nico Rosberg e fino all' ultima gara da Alexander Wurz, dove è stato sostituito da Kazuki Nakajima.

## Tecnica

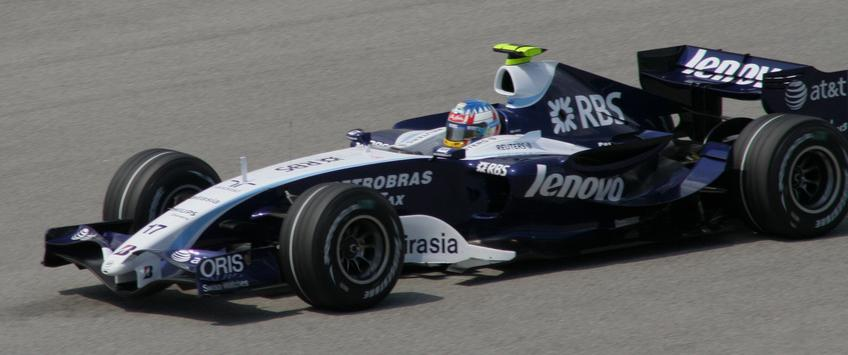
Alexander Wurz al Gran Premio della Malesia 2007.

Come propulsore, la vettura impiegava un Toyota RVX-07 90º V8, il medesimo impiegato dal team ufficiale Toyota. Gestito da un cambio Paddle Operated a sette marce, erogava una potenza di 740 cv, mentre il telaio in carbonio e kevlar era in configurazione monoscocca. L'impianto frenante era composto da freni a disco ceramici ventilati. Le sospensioni erano a doppi bracci trasversali con configurazione push-rod e molle elicoidali. Gli ammortizzatori erano di origine Sachs.

## Stagione

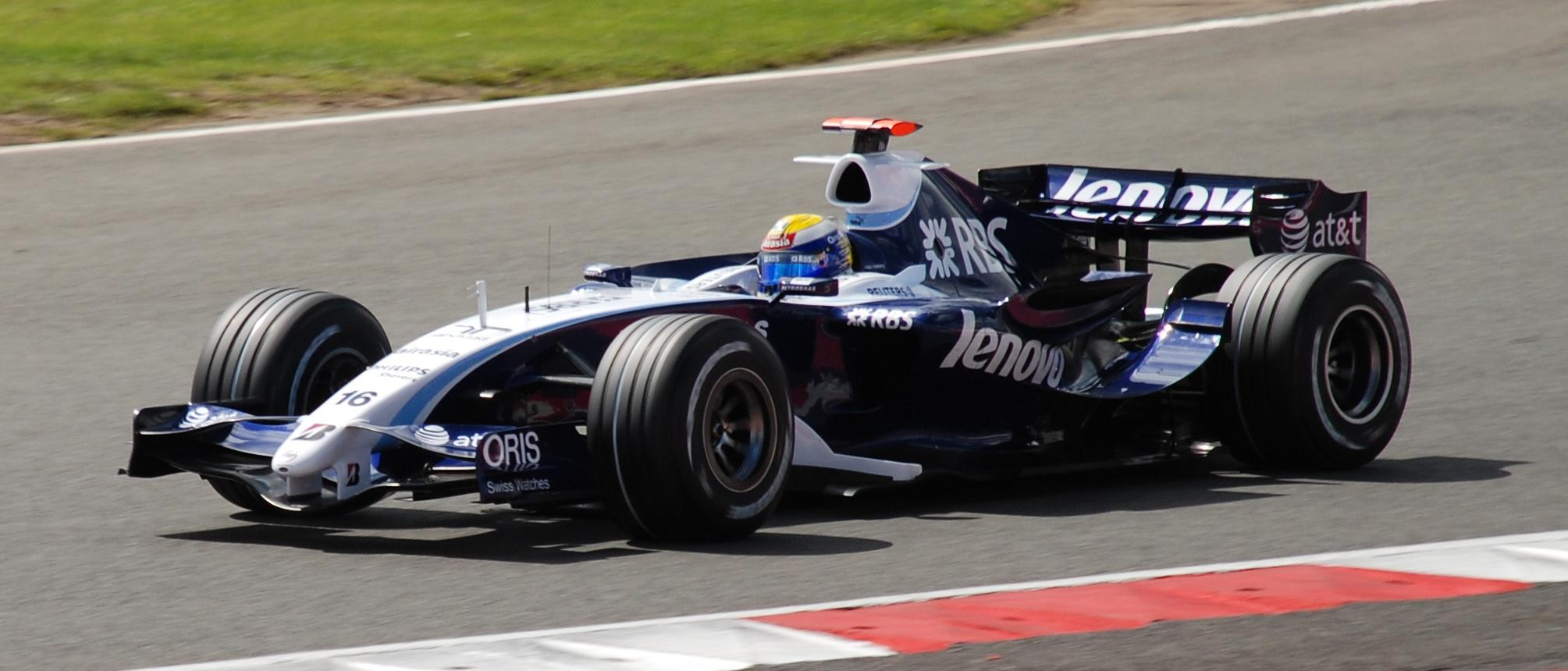
Nico Rosberg al Gran Premio di Gran Bretagna 2007.

Da questa stagione la Williams passò ai motori Toyota, chiudendo così la parentesi Cosworth.
La stagione si rivelò mediocre, ma comunque migliore della precedente, con i due piloti capaci di marcare punti con una certa regolarità; al Gran Premio del Canada poi Alexander Wurz riuscì anche a cogliere un buon 3º posto riportando la scuderia di Grove sul podio dopo due anni di assenza.
Il team chiuse quarto nel campionato costruttori con 33 punti.

## Piloti
| Piloti ufficiali    | Piloti ufficiali   | Piloti ufficiali |
| Nazione             | Nome               | Numero           |
| ------------------- | ------------------ | ---------------- |
| Germania (bandiera) | Nico Rosberg       | 16               |
| Austria (bandiera)  | Wurz               | 17               |
| Giappone (bandiera) | Kazuki Nakajima    | 17               |
| Piloti di riserva   |                    |                  |
| Nazione             | Nome               | Numero           |
| India (bandiera)    | Narain Karthikeyan | 38               |

## Risultati in Formula 1
| Anno | Team          | Motore               | Gomme | Piloti   |     |     |    |     |    |    |    |    |    |     |    |    |    |     |     |    |    | Punti | Pos. |
| ---- | ------------- | -------------------- | ----- | -------- | --- | --- | -- | --- | -- | -- | -- | -- | -- | --- | -- | -- | -- | --- | --- | -- | -- | ----- | ---- |
| 2007 | AT&T Williams | Toyota RVX-07 2.4 V8 | B     | Rosberg  | 7   | Rit | 10 | 6   | 12 | 10 | 16 | 9  | 12 | Rit | 7  | 7  | 6  | 6   | Rit | 16 | 4  | 33    | 4º   |
| 2007 | AT&T Williams | Toyota RVX-07 2.4 V8 | B     | Wurz     | Rit | 9   | 11 | Rit | 7  | 3  | 10 | 14 | 13 | 4   | 14 | 11 | 13 | Rit | Rit | 12 |    | 33    | 4º   |
| 2007 | AT&T Williams | Toyota RVX-07 2.4 V8 | B     | Nakajima | SP  | SP  |    |     |    | SP | SP |    |    |     |    |    |    |     |     | SP | 10 | 33    | 4º   |

| Legenda | 1º posto     | 2º posto | 3º posto    | A punti         | Senza punti/Non class.  | Grassetto – Pole position Corsivo – Giro più veloce |
| Legenda | Squalificato | Ritirato | Non partito | Non qualificato | Solo prove/Terzo pilota | Grassetto – Pole position Corsivo – Giro più veloce |